# Jerry Spring
Jerry Spring is een Belgische westernstripreeks die begonnen is in 1954 in weekblad Robbedoes / Spirou, met Jijé als scenarist en als tekenaar. Voor de serie kon Jijé de indrukken gebruiken, opgedaan tijdens zijn verblijf in de Verenigde Staten en Mexico eind jaren '40. Gedurende de serie kreeg Jijé wel hulp bij de scenario's van onder anderen Rosy, Daniel Dubois, Jacques Lob en René Goscinny. Jijé had Goscinny al ontmoet in New York in 1949. In 1955 besloten ze samen te werken aan een verhaal van Jerry Spring. Maar de samenwerking tussen de strikte en precieze Goscinny en de impulsieve Jijé die van improvisatie hield, liep mank.
Na het wegvallen van Jijé werd de serie even verdergezet door Franz, maar dat bleef uiteindelijk bij één album. 

## Albums
| Nr. | Album titel                   | Jaar uitgave |
| --- | ----------------------------- | ------------ |
| 1   | Golden Creek                  | 1955         |
| 2   | Yucca Ranch                   | 1955         |
| 3   | Zilvermaan                    | 1956         |
| 4   | Wapensmokkel                  | 1957         |
| 5   | Indianen op het oorlogspad    | 1957         |
| 6   | Het pad naar het hoge noorden | 1958         |
| 7   | De ongeluksranch              | 1959         |
| 8   | De 3 baarden van Sonoyta      | 1959         |
| 9   | Ford Red Stone                | 1960         |
| 10  | De meester van de Sierra      | 1962         |
| 11  | De weg naar Coronado          | 1962         |
| 12  | El Zopilote                   | 1964         |
| 13  | Pancho De bandiet             | 1964         |
| 14  | De bronco's van Montana       | 1965         |
| 15  | Red mijn vriend               | 1965         |
| 16  | Canyon girl                   | 1977         |
| 17  | De grote vredespijp           | 1978         |
| 18  | Het duel                      | 1984         |
| 19  | De wrekers van Sonora         | 1985         |
| 20  | Jerry tegen KKK               | 1986         |
| 21  | Goud in Rio Santana           | 1987         |
| 22  | Het verraad                   | 1991         |